# Peristylus holttumianus
Peristylus holttumianus là một loài thực vật có hoa trong họ Lan. Loài này được Seidenf. ex Aver. mô tả khoa học đầu tiên năm 1988.